# Rudy Molard
Rudy Molard   (Gleizé, 17 de setembre de 1989) és un ciclista francès, professional des del 2012 i actualment a l'equip Groupama-FDJ. En el seu palmarès destaca una victòria d'etapa a la París-Niça de 2018.

## Palmarès
- 2011
  - Vencedor d'una etapa a la Toscana-Terra de ciclisme
- 2015
  - Vencedor d'una etapa al Tour del Llemosí
- 2018
  - Vencedor d'una etapa a la París-Niça

### Resultats al Tour de França
- 2013. 73è de la Classificació general
- 2014. 51è de la classificació general
- 2017. 36è de la classificació general
- 2018. 38è de la classificació general
- 2019. 33è de la classificació general
- 2020. 39è de la classificació general

### Resultats a la Volta a Espanya
- 2012. 113è de la Classificació general
- 2016. 30è de la classificació general
- 2018. 14è de la classificació general
- 2022. 31è de la classificació general
- 2023. 29è de la classificació general

### Resultats al Giro d'Itàlia
- 2017. 44è de la classificació general
- 2021. 37è de la classificació general
- 2023. 69è de la classificació general